# Răfuială dincolo de moarte
Timecop sau Răfuială dincolo de moarte (în engleză Timecop, cu sensul de Polițistul timpului) este un film american de acțiune științifico-fantastic din 1994 regizat de Peter Hyams și scris de Mike Richardson și Mark Verheiden. Richardson a fost și producător executiv al filmului.
Filmul se bazează pe „Timecop: A Man Out of Time”, o povestire creată de Richardson, scrisă de Verheiden și desenată de Ron Randall, care a apărut în antologia de benzi desenate Dark Horse Comics.
Filmul îl are în rolul principal pe Jean-Claude Van Damme, ca Max Walker, ofițer de poliție în 1994 și ulterior agent federal al SUA în 2004, când călătoria în timp a devenit posibilă. Ron Silver interpretează rolul unui politician corupt și Mia Sara este Melissa Walker, soția agentului. Povestea urmărește viața lui Walker în timp ce luptă împotriva infracțiunilor comise prin călătoria în timp și investighează planurile politicianului.
Timecop rămâne filmul cu cele mai mari încasări ale lui Van Damme ca actor principal (al doilea al său care a depășit bariera de 100 de milioane de dolari încasări în întreaga lume la un buget de 27 de milioane), devenind un film idol clasic. Deși a avut parte de recenzii mixte, este în general considerat de critici ca unul dintre cele mai bune filme ale lui Van Damme.

## Prezentare
În 1994 a apărut tehnologia călătoriei în timp. Infractorii încep să folosească noua oportunitate în scopuri proprii. Pentru a opri activitățile infracționale în timp, guvernul creează o forță de poliție specială (TEC). Max Walker, unul dintre angajații noii organizații, este dornic să lucreze și să prindă infractorii. Cu toate acestea, într-o noapte, persoane necunoscute l-au bătut pe Max și i-au aruncat în aer casa împreună cu soția sa însărcinată Melissa. Max supraviețuiește în mod miraculos. Zece ani la rând, lucrează în poliție, visând să se răzbune pe ucigașii soției sale.
În 2004, Max află că senatorul american McComb a fost în spatele încercării de asasinat și vrea să devină președinte. McComb deține în mod ilegal un prototip al mașinii timpului și modifică în mod arbitrar trecutul în beneficiul său. Max, urmărindu-l pe McComb, își dă seama că acțiunile sale l-au făcut pe McComb să se întoarcă în timp și să încerce să-l omoare pe Max. Chinuit de remușcări, Max călătorește înapoi în timp încercând să-i oprească pe militanții lui McComb, care i-au ucis soția într-o realitate anterioară.

## Distribuție
- Jean-Claude Van Damme - Agent Max Walker
- Mia Sara - Melissa Walker
- Ron Silver - Senator Aaron McComb
- Bruce McGill - Commander Eugene Matuzak
- Gloria Reuben - Agent Sarah Fielding
- Scott Bellis - Ricky
- Jason Schombing - Agent Lyle Atwood
- Scott Lawrence - George Spota
- Kenneth Welsh - Senator Utley
- Brad Loree - Reyes
- Kevin McNulty - Jack Parker
- Gabrielle Rose - Judge Marshall
- Callum Keith Rennie - Stranger
- Steven Lambert - Lansing
- Richard Faraci - Cole